# Pons
Pons – miejscowość i gmina we Francji, w regionie Nowa Akwitania, w departamencie Charente-Maritime.
Według danych na rok 1990 gminę zamieszkiwały 4412 osoby, a gęstość zaludnienia wynosiła 160 osób/km² (wśród 1467 gmin regionu Poitou-Charentes Pons plasuje się na 46. miejscu pod względem liczby ludności, natomiast pod względem powierzchni na miejscu 209.).